# Stuurrooster

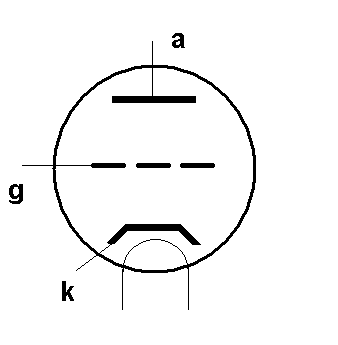
Triode
a = anode
g = stuurrooster
k = kathode

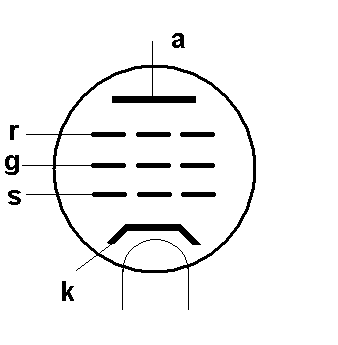
Pentode
a = anode
r = keerrooster
g = schermrooster
s = stuurrooster
k = kathode

Het stuurrooster van een elektronenbuis is het rooster dat zich het dichtst bij de kathode bevindt. Een kleine spanningsverandering op dit rooster brengt een relatief grote stroomverandering tussen anode en kathode teweeg. Wanneer deze kring in serie is geschakeld met een elektrische weerstand, zal de spanning over deze weerstand veranderen ten gevolge van de stroomverandering. Hierdoor kan een elektronenbuis een elektrisch signaal versterken. Een triode heeft behalve het stuurrooster geen andere roosters tussen kathode en anode.
Het stuurrooster bestaat uit een zeer dunne draad die spiraalsgewijs op korte afstand rond de kathode loopt en met enkele metalen pennen is opgehangen. Deze pennen houden het rooster op zijn plaats. De draad is vervaardigd van een legering die zelf bij verhitting weinig elektronen emitteert. De afstand tussen stuurrooster en kathode is belangrijk: hoe kleiner deze afstand is, des te groter de versterking wordt. Het nadeel hierbij is dat het ruisgetal toeneemt bij een kleinere afstand.
Er bevinden zich in een pentode een keerrooster, schermrooster en stuurrooster tussen de anode en kathode.

## Werking
De anode van een elektronenbuis is positief geladen ten opzichte van de kathode. De wolk elektronen die door verhitting van de kathode daaromheen hangt, wordt dus naar de anode getrokken. Deze ladingverplaatsing is als elektrische stroom meetbaar. Tot nu toe is de werking net zoals in een diode.
Het stuurrooster, dat tussen anode en kathode wordt geplaatst, stoot in een bepaalde mate elektronen af of trekt ze juist aan. Dit is afhankelijk van de spanning op het stuurrooster. Een negatieve spanning op het stuurrooster zal de elektronenwolk rond de kathode afstoten, zodat er minder elektronen naar de anode gaan, dus er minder stroom gaat. Bij een grote negatieve spanning komt de stroom zelfs tot stilstand. Op die manier kun je met een kleine spanning de stroom door de buis regelen.
Zodra de spanning op het stuurrooster positief wordt zal de stroom groter worden. Het rooster versnelt de elektronen dan juist, in plaats van ze af te stoten naar de kathode, maar een positief geladen rooster zal ook elektronen gaan afvangen, die de anode niet bereiken. Dit is meestal een ongewenste situatie, omdat het elektrodenpaar van stuurrooster en kathode dan als een diode in geleiding gaan werken. Dit betekent dat het stuurrooster dan een snel kleiner wordende ingangsimpedantie krijgt. Het ingangssignaal zakt in en er ontstaat een niet-lineaire versterking. De buis zelf is echter nog wél lineair, de spanning op het stuurrooster wordt gewoon uitversterkt.